# Солянка (приток Бабки)
Солянка — река в России, протекает по Пермскому и Кунгурскому районам Пермского края. Устье реки находится в 122 км от устья реки Бабки по правому берегу. Длина реки составляет 13 км.

## Данные водного реестра
По данным государственного водного реестра России относится к Камскому бассейновому округу, водохозяйственный участок реки — Сылва от истока и до устья, речной подбассейн реки — Кама до Куйбышевского водохранилища (без бассейнов рек Белой и Вятки). Речной бассейн реки — Кама.
Код объекта в государственном водном реестре — 10010100812111100013590.